# Кажани-бомби

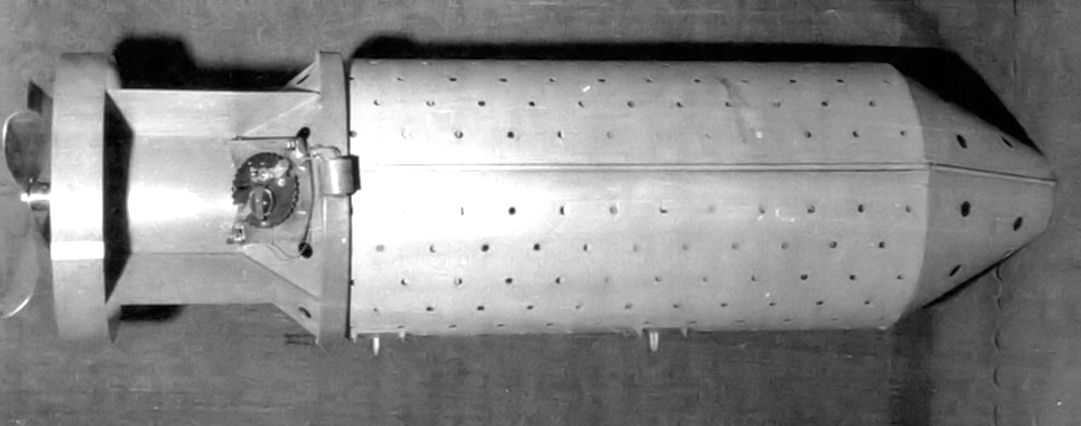
Носій кажанів-бомб ВПС США, який використовувався для гібернації кажанів. В ідеалі носій скидався з великої висоти над бойовою ціллю. Коли бомба сповільнювалася відкриттям парашута, кажани прокидалися. На висоті 1000 футів бомба відкривається і більше тисячі кажанів, кожен з яких несе заведений механізм запалу, розлітаються у радіусі 20-40 миль по японських містах, що збудовані переважно з легкозаймистих матеріалів. Напалмові пристрої спрацьовують одночасно й відразу виникають декілька тисяч малих пожеж

Кажани-бомби (Проект X-Ray) — експериментальна зброя часів Другої світової війни, розроблена Сполученими Штатами Америки. Бомба складалася з кожуха з багатьма відсіками, в кожному з яких перебував мексиканський безхвостий кажан, з невеликою бомбою з запалювальною дією та таймером. Випущена з бомбардувальника бомба випускала парашут на половині висоти, після чого відкривалися верхні і нижні відсіки з кажанами. Кажани звільнялися та летіли у ліси та до паперових будинків та інших конструкцій, де запалювальна речовина спричиняла пожежі. Ціллю та місцями застосування зброї були японські міста.

## Передісторія

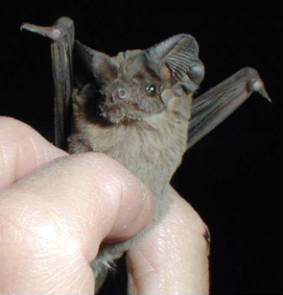
Мексиканський безхвостий кажан

Використовувати кажанів як зброю першим запропонував стоматолог з Пенсільванії Літл С. Адамс, друг Першої леді Елеонори Рузвельт. Лікар Адамс виклав ідею письмово та звернувся з нею до Білого дому в 1942 році, де в результаті вона була схвалена президентом Рузвельтом за порадою Дональда Гріффіна.
Адамс знав, що інфраструктура Японії було особливо вразливою до запалювальних речовин, адже багато будівель було виготовлено з паперу, бамбука та інших легкозаймистих матеріалів. План полягав у випусканні кажанів-бомб над містами Японії з багатьма розсіяними промисловими об'єктами. Кажани розліталися б далеко від пункту випускання через значну висоту, на якій це здійснювалося, та ховалися б у будівлях по всьому місту перед сходом сонця, після настання якого вбудовані таймери привели б бомбу у дію, що викликало б масштабні пожежі та хаос.
Сполучені Штати Америки вирішили розвивати проект кажанів-бомб під час Другої світової війни, бо біологічні чинники сприяли цьому. По-перше, кажани живуть великими групами (в чотирьох печерах в Нью-Мексико живе сумарно декілька мільйонів кажанів). По-друге, під час польоту кажани можуть нести вантаж, більший за вагу власного тіла (самиці можуть нести молоду двійню кажанів). По-третє, кажани впадають у сплячку, та не потребують їжі чи догляду під час сну. По-четверте, кажани літають у темряві, а вдень ховаються у безпечних місцях (зазвичай будівлях).

## Деталі проєкту

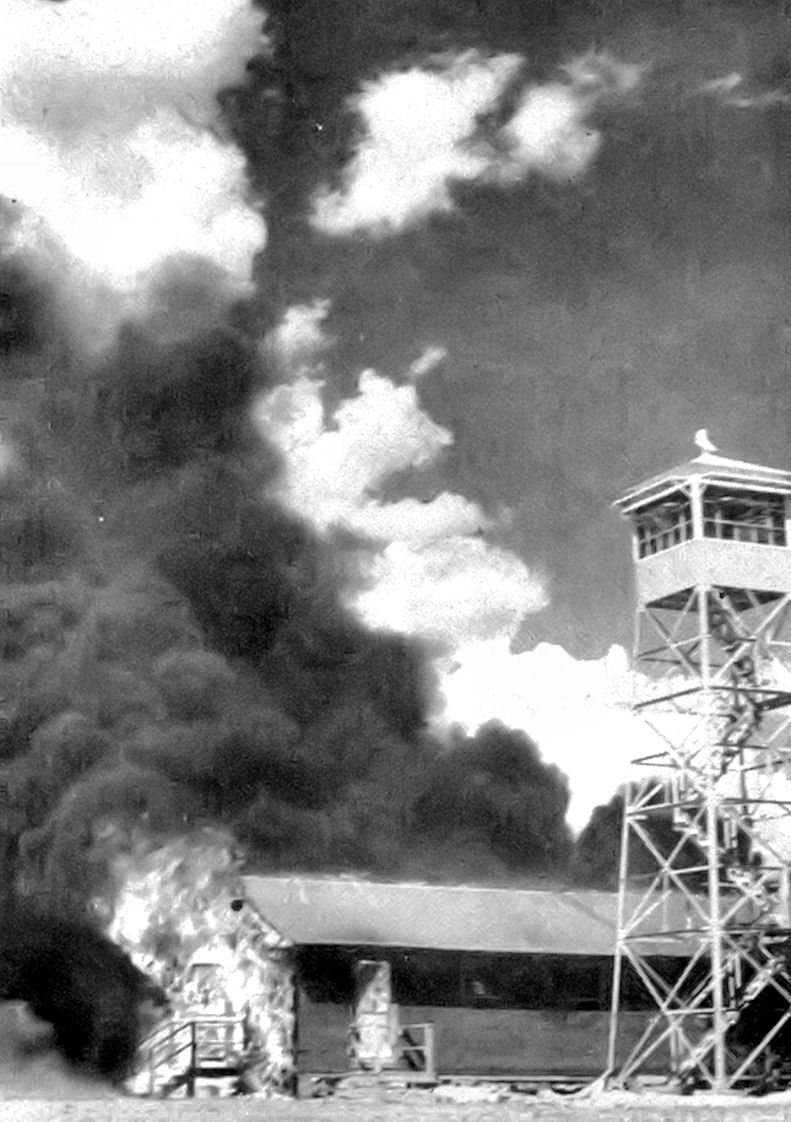
Пожежа на базі ВПС США в Карлсбаді через втечу кажанів із запалювальною сумішшю

До березня 1943 року були відібрані підходящі види кажанів. До проєкту поставилися надзвичайно серйозно, навіть Луіс Фізер, винахідник військового напалму, розробив 17-грамові (0,6 унції) та 28-грамові (1 унція) запалювальні пристрої, які б могли нести кажани. Клітки-носії для кажанів мали 26 окремих комірок, в кожній з яких були відсіки для 40 кажанів. Бомби-носії скидалися з висоти 1525 метрів (5000 футів). На висоті 305 метрів (1000 футів) відкривався парашут, а комірки залишаються з'єднаними. Вважали, що 10 бомбардувальників B-24, які летіли б з Аляски, кожен з яких мав на борту 100 бомб-кажанів, могли б випустити 1 040 000 кажанів над ціллю — одним з індустріальних центрів узбережжя Осака. Щоб дати відповіді на різні запитання, провели серію операційних тестів. Під час одного з них, на додатковій повітряній базі на повітряному військовому полігоні Карлсбад, 32°15′39″ пн. ш. 104°13′45″ зх. д. / 32.26083° пн. ш. 104.22917° зх. д., стався нещасний випадок. Повітряна база поблизу Карлсбада, Нью-Мексико, 15 травня 1943 року загорілася, коли кажани із запальною сумішшю були випадково випущені. Кажани пропалили оболонку бомби та залетіли під баки з паливом. Після цього, в серпні 1943 року, випадку проєкт передали ВПС США.
Результати експерименту були досить оптимістичними. Керівник випробувань з підпалу Дагвей писав: «Не дивлячись на невелику шкоду, якої завдають одиничні підпали, сумарна шкода може бути значною. Головною перевагою одиниць зброї буде розташування у будівлях ворога, який про це не знає, що дозволяє підпалу відбутися до того, як про нього дізнаються». Національний комітет із досліджень оборони констатував: «Робимо висновок, що X-Ray є ефективною зброєю». У звіті голови хімічної лабораторії зазначалося, що вагова ефективність X-променя є вищою, ніж усіх інших запалювальних бомб на той час. «Іншими словами, звичайні бомби викликають від 167 до 400 пожеж на одну касету, тоді як X-промінь від 3625 до 4748 пожеж».
Більше тестів було заплановано провести влітку 1944 року, але програму скасував адмірал флоту США Ернест Дж. Кінг, коли дізнався, що вона не буде готова до бойового застосування до середини 1945 року. За підрахунками, до того часу на програму уже витратили 2 мільйони доларів США. Прийнято вважати, що розробка бомб-кажанів просувалася повільно і в змаганні за швидке закінчення війни поступилася проєктові з розробки атомної бомби.

Лікар Адамс наголошував, що кажани-бомби були б ефективними у застосуванні та не мали б руйнівних ефектів атомної бомби. Йому приписують слова: 
| Ліві лапки | Уявіть, як одночасно кожною скинутою бомбою займаються тисячі пожеж у колі діаметром 40 миль. Японія була б зруйнованою, але людські втрати все ж були малими. | Праві лапки |

Пізніше у книзі «Завоювання кажанами» цієї теми торкається доктор Стенлі П. Ловелл, директор відділу досліджень та розвитку Управління стратегічних служб (OSS), якому генерал Донован доручив переглянути ідею, яку називали «фарсом з кажанами». Ловелл також додає, що протягом тестів кажани падали на землю, як камінці.